# 扎波羅熱茨 (扎波羅熱州)
47°41′41″N 35°26′46″E / 47.69472°N 35.44611°E
扎波羅熱茨（烏克蘭語：Запорожець）是位於烏克蘭東南部的村莊，由扎波羅熱州扎波羅熱区的新亞歷山德里夫卡市鎮負責管轄。該村始建於1965年，面積7.09平方公里，海拔高度24米，2001年人口182，人口密度每平方公里25.7人。